# Гералсон (округ, Джорджія)
Шаблон:StateAbbr_ 33°47′ пн. ш. 85°13′ зх. д. / 33.79° пн. ш. 85.21° зх. д.
Округ  Гералсон (англ. Haralson County) — округ (графство) у штаті  Джорджія, США. Ідентифікатор округу 13143.

## Історія
Округ утворений 1856 року.

## Демографія
За даними перепису 
2000 року 
загальне населення округу становило 25690 осіб, зокрема міського населення було 4371, а сільського — 21319.
Серед мешканців округу чоловіків було 12531, а жінок — 13159. В окрузі було 9826 домогосподарств, 7196 родин, які мешкали в 10719 будинках.
Середній розмір родини становив 3,03.
Віковий розподіл населення поданий у таблиці:
| Стать    | До 15 років | 15-21 | 22-29 | 30-39 | 40-49 | 50-65 | 65-85 | Понад 85 |
| -------- | ----------- | ----- | ----- | ----- | ----- | ----- | ----- | -------- |
| Чоловіки | 2898        | 1184  | 1247  | 1994  | 1788  | 2121  | 1218  | 81       |
| Жінки    | 2698        | 1146  | 1291  | 1968  | 1800  | 2208  | 1772  | 276      |

## Суміжні округи
- Полк — північ
- Полдінг — північний схід
- Керролл — південь
- Клеберн, Алабама — захід

## Виноски
1. ↑  U.S. Decennial Census. United States Census Bureau. Архів оригіналу за 12 травня 2015. Процитовано 23 червня 2014.
2. ↑  Historical Census Browser. University of Virginia Library. Архів оригіналу за 31 березня 2016. Процитовано 23 червня 2014.
3. ↑  Population of Counties by Decennial Census: 1900 to 1990. United States Census Bureau. Архів оригіналу за 2 лютого 2019. Процитовано 23 червня 2014.
4. ↑  Census 2000 PHC-T-4. Ranking Tables for Counties: 1990 and 2000 (PDF). United States Census Bureau. Архів оригіналу (PDF) за 18 грудня 2014. Процитовано 23 червня 2014.
5. ↑  State & County QuickFacts. United States Census Bureau. Архів оригіналу за 7 червня 2011. Процитовано 16 лютого 2014.(англ.) Наведено за англійською вікіпедією.
6. ↑  American FactFinder. Бюро перепису населення США. Архів оригіналу за 21 травня 2008. Процитовано 31 січня 2008.

| США | Це незавершена стаття з географії США. Ви можете допомогти проєкту, виправивши або дописавши її. |